# Фелікс Луна
Фе́лікс Лу́на (ісп. Félix Luna, 30 вересня 1925, Буенос-Айрес — 5 листопада 2009, там само) — аргентинський письменник, лірик та історик.

## Біографія
Фелыкс Луна народився 1925 року в Буенос-Айресі. Його сім'я була родом із провінції Ла-Ріоха. У 1892 році дідусь Фелікса заснував у Ла-Ріосі представництво нещодавно створеного центристського громадянського радикального союзу (UCR). Його дядько Пелахіо Луна з 1916 по 1919 рік був віце-президентом Аргентини при уряді президента Іполіто Іріґоєна.
Луна вступив до Університету Буенос-Айреса і 1951 року отримав юридичний ступінь. 1954 року він опублікував свою першу біографічну роботу «Yrigoyen».
1955 року президент Перон був повалений під час визвольної революції. У зв'язку з цими подіями в 1956 році Луна був призначений директором з планування виплат співробітникам Міністерства праці. 1957 року Луна отримав свою першу нагороду в літературі, засновану ще в ХІХ столітті, за оповідання La Fusilación (Розстріл). Робота вийшла друком після скандальної страти генерала Хуана Хосе Вальє в 1956 році. За ним у 1958 році була опублікована біографія Марсело Торкуато де Альвеара, головного суперника Ірігоєна в UCR.
З 1963 по 1976 роки як професор історії він викладав у своїй альма-матер, юридичній школі УБА. Луна також був професором сучасної історії в приватному університеті Бельграно в період з 1967 по 1986 рік. Його найвідоміші роботи того часу: Los caudillos, погляд на провінційних лідерів ХІХ і початку XX століття (1966), El 45, посилання на поворотний 1945 рік в Аргентині (1968), та Argentina: de Perón A Lanusse, огляд бурхливого періоду між приходом до влади Перона у 1945 та 1973 роком.

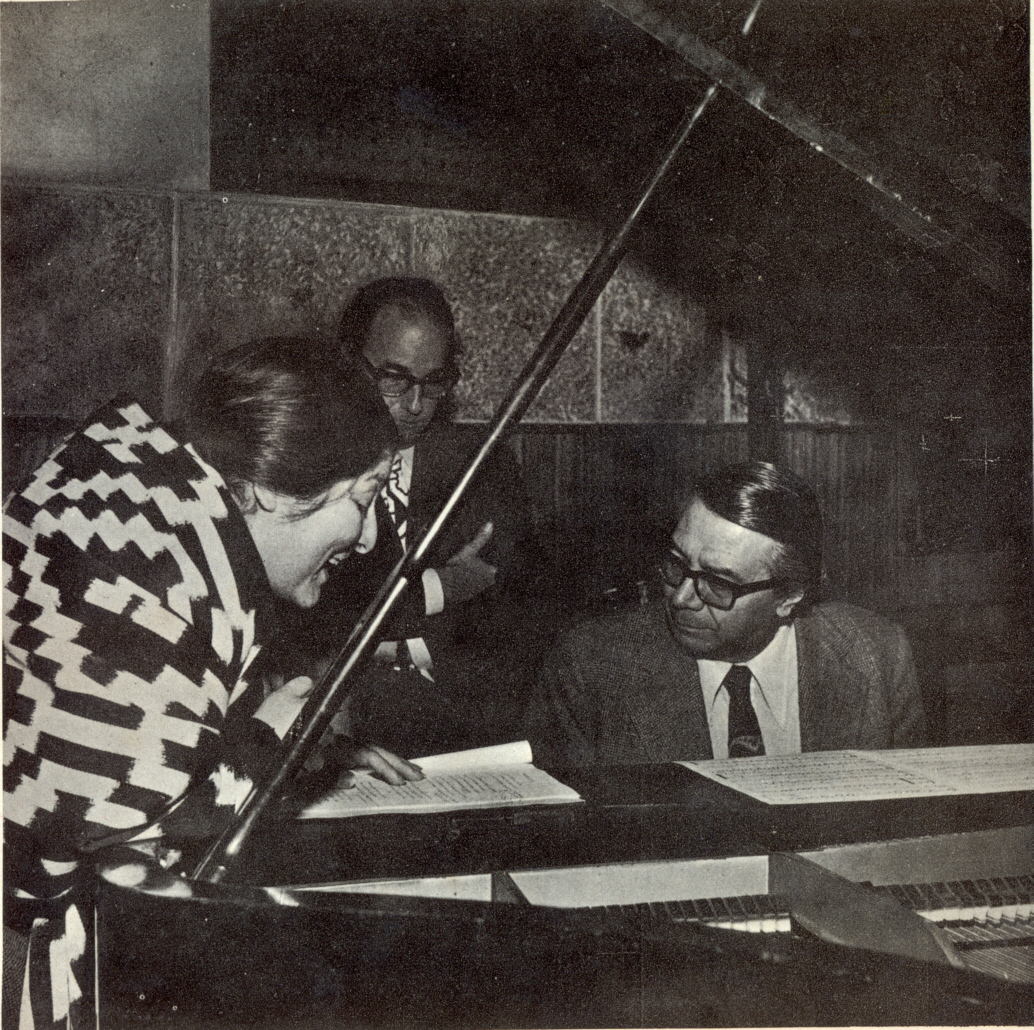
Співачка Мерседес Соса, Фелікс Луна та композитор Аріель Рамірес за роботою (1972)

1964 року Луна співпрацював з піаністом і композитором Аріелем Раміресом як автор тексту «Misa criolla» (креольська меса). За цим спільним успіхом 1969 року пішов Mujeres Argentinas (ісп. Аргентинські жінки), серед яких була тема, що набула особливої популярності: «Alfonsina y el mar» (ода латиноамериканській поетесі Альфонсіні Сторні). Традиційна фольклорна вокалістка Мерседес Соса приєдналася до Раміреса та Луни для роботи над Cantata Sudamericana, альбому 1972 року, який зробив останнього знаковою фігурою у світі музики Аргентини.
З 1964 по 1973 роки як історик, Луна писав щотижневі редакційні статті про поточні події для газети Clarín, а також виступав ведучим освітньої радіопрограми Hilando nuestra historia (ісп. Плетіння нашої історії) з 1977 по 1982 роки. Випустивши трилогію, що включає біографії президентів Роберто Ортіса (1978) і Хуліо Роки (1989), а також Breve historia de los argentinos (ісп. Коротка історія аргентинців, 1993), що розповідає про роки правління Перона, де автор мав прагматичний був погляд на спірні події.
1967 року він заснував аргентинський історичний щомісячник «Todo es Historia», яким продовжував керувати до своєї смерті. Луна був удостоєний численних нагород Konex, найвищих у культурній сфері Аргентини, починаючи з 1984 року за його роботу як історика, біографа та лірика, а також французького ордена «За заслуги» у 1988 році.
З 1986 по 1989 роки він був міністром культури міста Буенос-Айреса.
Фелікс Луна помер у Буенос-Айресі 5 листопада 2009 року на 85 році життя.